# Pedra de Santanyí
La pedra de Santanyí és una calcarenita oolítica tortoniana molt pura, sense tan sols matriu, de color blanquinós i gra fi. El seu origen es calcula a la primera meitat d'una seqüència marina del Miocè Superior. Les seves característiques més notables són la duresa, que permet tallar-la bé, l'absorció mínima i una bona resistència a la compressió.

## Pedreres
Durant segles les graveres de Santanyí han proveït de material les obres de la comarca i d'arreu de l'illa. Són jaciments de gres, roca sedimentària detrítica de gra finíssim, de color blanc, compacte, fàcil d'obrar, impermeable i resistent a l'erosió del temps. Les pedreres més antigues, més grans i de més bon pedreny, segons Miquel Fullana són les anomenades Ses Pedreres Grans situades sortint de la vila, en el lloc anomenat Es Deume, que ocupen una extensió de més d'una quarterada (7.103 m2) i amb una profunditat de 5 o 6 metres. Altres bones pedreres són les de s'Alqueria Blanca. També hi ha pedreres en el terme municipal de Felanitx, les antigues de Cala sa Nau i les de sa Marina en el poble de s'Horta.

## Tècnica extractiva
Els treballadors dedicats a treure la pedra són anomenats trencadors. En haver d'iniciar una pedrera primer es fa l'escombra, operació de neteja de la terra i el pedregam superficial. Després es cava una capa d'un metre i mig o dos de fiters (trossos de roca de forma rodonenca mesclats amb terra i terrossos durs). Trobada la crosta i encetada, aquesta és una capa de pedreny comú format per grans lloses amb randat, pedra brescada, plena d'ulls o cavitats. A vegades es troba un favat, concreció de pedra molt dura. Aquest pedreny se sol emprar per paredar, per fer o pujar parets. El segon gruix ja és de pedra fina, que se sol trobar a uns dos metres de fondària.

## Eines
Les eines que empra el trencador són l'escoda, per fer les regates a la roca; les gangalles o gangaies, peces de ferro entre les quals es col·loquen els tascons de ferro dins les regates i la picassa, un gran martell de ferro per copejar els tascons. Els blocs es manegen amb perpals, fent-los donar tombs i pujant-los a través de rampes.

## Història

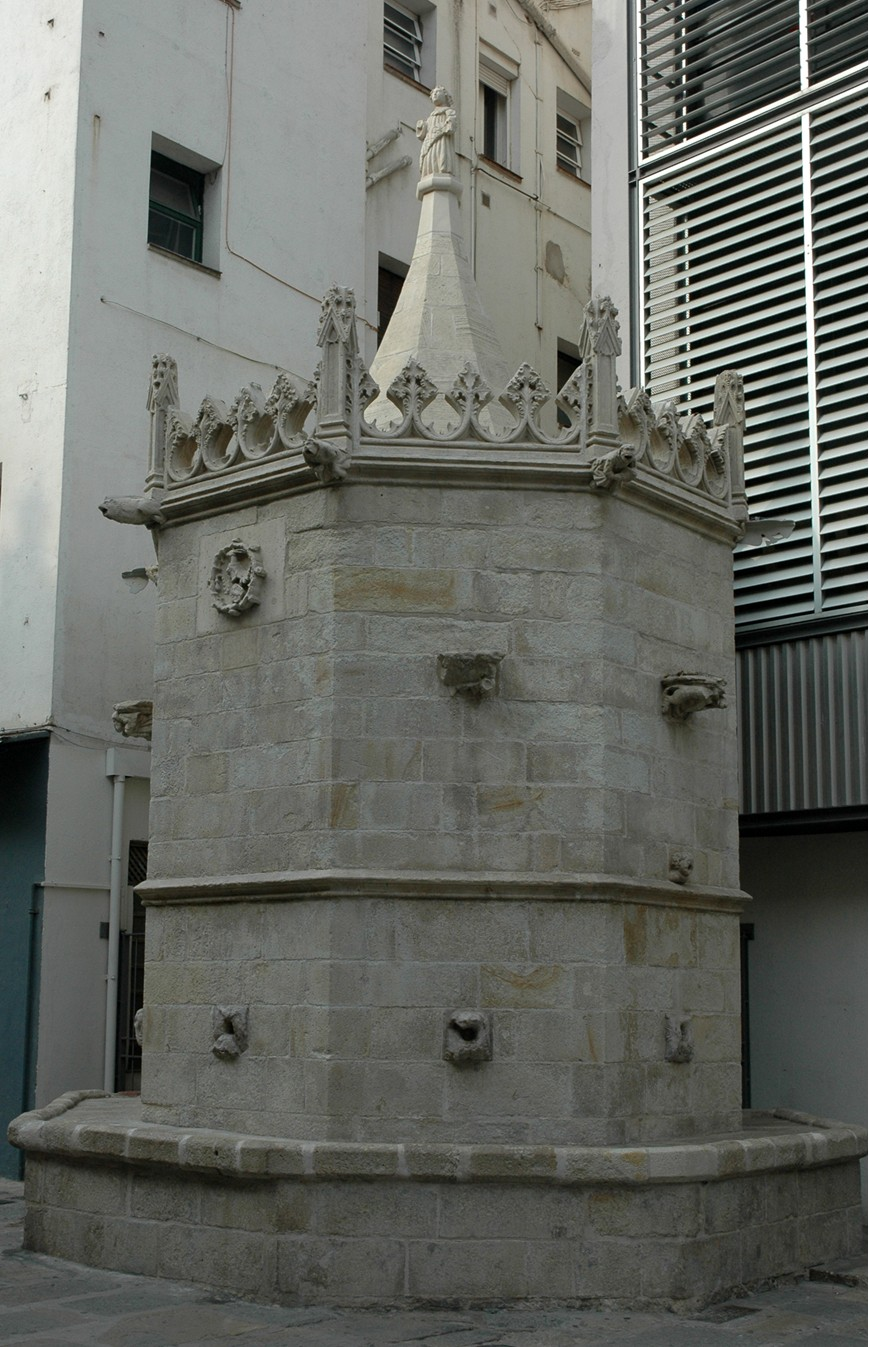
La font gòtica de Blanes, feta amb pedra de Santanyí

Ja era ben coneguda a l'antiguitat (se n'han trobat urnes funeràries i làpides romanes). El seu ús és important en bona part de les construccions més emblemàtiques de l'illa (Llonja de Ciutat de Mallorca, Castell de Bellver, la Seu, etc.). Cal destacar el portal del Mirador de la Seu. A vegades s'ha utilitzat en edificacions d'altres indrets: una de les més destacades de totes les construïdes amb aquest material és el Castel Nuovo de Nàpols, amb l'obra de Guillem Sagrera. El rei Martí I, el 14 d'abril de 1406, ordenava que se li trametessin mil mitjans de pedra de Santanyí per l'obra que feia en el palau de Barcelona. El Palau de la Virreina de Barcelona té la façana i altres detalls del pati interior construïts amb pedra de Santanyí, per indicació expressa de Manuel Amat i Junyent.

## Tipologies
Es poden distingir, en una bona pedrera, set capes que donen distints tipus de pedra. La primera dona un tipus de pedreny que es diu randat; la segona i la tercera, el pedreny fi; la quarta i la quinta, el favat; i la sisena i la setena, el pedreny bo. Totes són de bona qualitat i s'utilitzen segons les preferències.

## Usos
La pedra de Santanyí ha estat molt valorada per a bastir façanes d'edificis, per construir voltes i columnes, per treballar motllures i per treballs escultòrics.

## Característiques
| Tipus             | Pedrera  | Densitat (kg/m³) | Coef. absorció | Resist. compressió (kg/cm²) | Resist. flexió (kg/cm²) | Color        |
| ----------------- | -------- | ---------------- | -------------- | --------------------------- | ----------------------- | ------------ |
| Marès de Santanyí | Santanyí | 1,794            | 3,48%          | 131                         | 55                      | Blanc grisós |